# 伍斯特郡旗
伍斯特郡旗（Worcestershire flag）是英國英格蘭伍斯特郡的郡旗，自2013年4月8日開始使用，並於當天在伍斯特大教堂舉辦的慶典上首次使用。旗幟的設計者是Elaine Truby，採用了伍斯特郡著名的黑梨圖案。